# Edéhzhíe National Wildlife Area and Dehcho Protected Area
Die Edéhzhíe National Wildlife Area and Dehcho Protected Area ist ein Wildschutzgebiet sowie ein Indigenen-Schutzgebiet in den kanadischen Nordwest-Territorien. 

## Entstehung und Verwaltung
Im August 2018 wurde Edéhzhíe eine Dehcho Protected Area gemäß den Dehcho-Gesetzen. Am 22. Oktober 2018 unterzeichneten der Dehcho First Nations Grand Chief und die Regierung von Kanada das Edéhzhíe Agreement, ein Abkommen für eine künftige dauerhafte gemeinsame Verwaltung des Schutzgebietes. Es ist damit die erste „Indigenous Protected and Conserved Area“ (IPCA) Kanadas. Am 2. Mai 2022 erhielt das Indigenen-Schutzgebiet den zusätzlichen Status einer National Wildlife Area. Dieses wird gemäß den Wildlife Area Regulations im Rahmen des Canada Wildlife Acts verwaltet. Als IPCA wird das Schutzgebiet Edéhzhíe in erster Linie von den indigenen Stämmen der Region kontrolliert. Das Wildschutzgebiet dient der Dene-Volksgruppe für „landbasierte kulturelle Aktivitäten“ (Jagd, Fischen) sowie der Erhaltung der Tierwelt und des Lebensraumes.
Für den Zugang in das Schutzgebiet, sei es zu Erholungszwecken, zur Jagd, zum Fischen oder zu Forschungszwecken, muss per Email eine Erlaubnis beantragt werden.

## Lage
Das 14.218 km² große Schutzgebiet umfasst einen Großteil des Horn-Plateaus, ein bis zu 840 m hohes Bergmassiv mit einer Hochfläche, welches das Umland um etwa 600 m überragt. Lediglich der äußerste Osten des Hochlands liegt außerhalb des Schutzgebietes. Das Schutzgebiet umfasst den Flusslauf des Willowlake River mit Ausnahme der untersten 8 Kilometer, auf welchen der Mackenzie Highway den Fluss überquert. Im Nordwesten liegt der Bulmer Lake, im Südosten der nördliche Teil des Mills Lake, eine Flussverbreiterung des Mackenzie River unterhalb von Fort Providence, sowie im Osten der Unterlauf des Horn River mit den Seen Fawn Lake, Second Lake und Mink Lake. 
Das Schutzgebiet umfasst neben dem Horn-Plateau noch Teile der Hay River Lowlands und der Great Slave Lake Plain.
Der Lebensraum ähnelt der subarktischen Übergangszone Hunderte Kilometer weiter nördlich. Dies liegt an der Höhenlage. Das Horn-Plateau geht nach Norden hin allmählich in eine flache Tiefebene über. Aufgrund des Höhenunterschieds weist Edéhzhíe eine für nördliche boreale Wälder und darüber hinaus typische Vegetation auf. Nadelbäume mit strauchigem Unterholz dominieren die Wälder. Feuchtgebiete bedecken die Hälfte des Schutzgebietes.

## Fauna
Der Mills Lake bildet ein wichtiges Feuchtgebiet für Wasservögel und ist seit 2004 ein Vogelschutzgebiet („Important Bird Area of Canada“). Etwa 50.000 Schneegänse der Unterart Anser caerulescens caerulescens sowie 5000 Zwergschwäne besuchen den See während ihrem Vogelzug. In den Sommermonaten kommen noch Tauchenten dazu.
Im Folgenden eine Liste bedrohter Tierarten, die im Schutzgebiet vorkommen:
- Kanadisches Waldkaribu (Rangifer tarandus caribou)
- Waldbison (Bison bison athabascae)
- Vielfraß
- Wanderfalke
- Sumpfohreule
- Olivflanken-Schnäppertyrann
- Falkennachtschwalbe
- Roststärling (Euphagus carolinus)
- Gelbralle
- Abendkernbeißer
- Leopardfrosch (möglicherweise)

Im Schutzgebiet kommen 197 Vogelarten vor. Im Folgenden eine Liste der 20 häufigsten Vogelarten in der Reihenfolge der größten zur kleinsten Population:
- Fuchsammer
- Streifenwaldsänger
- Weißkehlammer
- Brauenwaldsänger
- Lincolnammer
- Winterammer
- Einsiedler-Musendrossel
- Palmenwaldsänger
- Kronenwaldsänger
- Wanderdrossel
- Rubingoldhähnchen
- Dachsammer
- Orangefleck-Waldsänger
- Grauwangen-Musendrossel
- Erlenschnäppertyrann
- Drosselwaldsänger
- Gelbschenkel
- Wilsonbekassine
- Weidengelbkehlchen
- Leconteammer